# Kritika tradice
Kritika tradice se snaží rekonstruovat před sepsáním ústně tradovanou podobu textu, zkoumá různé formy ústní tradice a jejich proměny – odtud někdy název dějiny formy (něm. Formgeschichte). Kritika tradice patří vedle textové kritiky a kritiky redakce mezi metody exegeze. Užívá zejména při výkladu Bible, inspiruje se však postupy užívanými v etnografii a folkloristice.

## Principy metody
Východiskem pro užití metody kritiky tradice je, že ten který text měl ústně předávanou předlohu. Mnohé texty vznikly původně pro nějakou konkrétní příležitost v životě společnosti, měly své „místo v životě“ (něm. Sitz im Leben). Pokud se kritice podaří nalézt toto „místo v životě“, získávají tak exegeti důležitá kritéria k výkladu textu.:s.109
Kritika tradice se snaží vrátit se k ústní tradici a zjistit její původ. Ústní tradice je však dynamickým dějem – příběh v průběhu procesu tradování mění svou vnější podobu, často však také i svou vlastní pointu. To proto nedovoluje činit pevné závěry ohledně původní podoby tradovaného materiálu, mohou tak vznikat jen hypotézy, které jsou často ovlivněny názorem interpreta.
Každý text vyžaduje specifický přístup, přesto lze základní kostru metodického postupu vytvořit:
1. Odhalení ústně tradovaných segmentů – Pokud byl nějaký starší text zakomponován do novějšího, předpokládá se, že tento proces za sebou zanechal stopy. Zpravidla jsou takové stopy odhalovány na základě literární kritiky, která odhaluje cizorodé prvky v textu.
2. Rekonstrukce možných dřívějších podob – Jsou vysloveny hypotézy o možných ústních podobách daného prvku.
3. Analýza pragmatiky a „místa v životě“ – Nakonec se hledá pragmatická funkce textu („Za jakým účelem ústně předávaný text vznikl?“) a určuje se jeho „místo v životě“ – zkoumá se mj. sociální a liturgická funkce textu.